# Love Bug (chanson de George Jones)
Singles de George Jones
Things Have Gone to Pieces
(1965) Take Me
(1965)
Singles de George Strait
I'd Like to Have That One Back
(1993) The Man in Love with You
(1994)
Love Bug (parfois écrit Lovebug) est un single de l'artiste américain de musique country George Jones. La version de Jones a atteint la sixième position du hit-parade Billboard Hot Country Singles en 1965. George Strait a publié une reprise de cette chanson en février 1994. Il s'agit du troisième single de son album Easy Come, Easy Go. La version de Strait est entrée dans le hit-parade Billboard Hot Country Singles & Tracks à la 74e position la semaine du 5 mars 1994 et est montée jusqu'à la huitième position en mai 1994.

## Positions dans les hits-parades

### Version de George Jones
| Chart (1965)                     | Position |
| -------------------------------- | -------- |
| U.S. Billboard Hot Country Songs | 6        |

### Version de George Strait
| Chart (1994)                                | Position |
| ------------------------------------------- | -------- |
| U.S. Billboard Hot Country Singles & Tracks | 8        |
| U.S. Billboard Bubbling Under Hot 100       | 14       |
| Canadian RPM Country Tracks                 | 9        |